# Solanum cardiophyllum
Espèce
Solanum cardiophyllum est une espèce de plantes herbacées tubéreuses de la famille des Solanaceae. Cette espèce, vivace par ses tubercules, est originaire du Mexique. Elle est apparentée à la pomme de terre cultivée mais contrairement à celle-ci est diploïde (2n = 2x = 24).
Les parties végétatives de cette plante sont toxiques par la présence de glycoalcaloïdes mais les tubercules, comestibles, sont parfois récoltés, bien que la plante ne soit jamais cultivée. Certaines études montrent toutefois une teneur très élevée des tubercules en solanine et chaconine.
Elle est considérée aux États-Unis comme une plante envahissante (elle est présente en Californie).